# José Bernardo Escobar
José Bernardo Escobar (Jocotán, 20 de octubre de 1797-El Salvador, 20 de marzo de 1849) fue un abogado novohispano designado provisoriamente en 1848 como Presidente de Guatemala por la Asamblea Nacional Legislativa tras la renuncia del presidente interino Juan Antonio Martínez.

## Biografía
Escobar nació en Jocotán, entonces Corregimiento de Chiquimula, en la Capitanía General de Guatemala, el 20 de octubre de 1797 y recibió el bautismo al día siguiente de manos del Presbítero Manuel José Escobar (que según consta en la partida de bautismo, le reconoció como hijo dándole el nombre y su apellido, declarándolo como Español). Trasladado a la Nueva Guatemala, fue aventajado estudiante de la  Carolingia, en cuyo Salón General Mayor se graduó de Licenciado en Derecho. 
Contrajo matrimonio en el Sagrario de la Catedral de Guatemala el 11 de noviembre de 1828, con María Teresa Escolástica de Jesús Márquez de León y del Rosal, nacida en San Martín Jilotepeque el 9 de febrero de 1799. Fueron padres de 7 hijos: José Bernardo, María Teresa, Manuel José, Rafael María, María Felipa Magdalena, José María, Maximino Escobar y Márquez.

## Carrera política
Su talento y patriotismo le llevaron a la vida pública: entre 1825 y 1829 desempeñó el cargo de Secretario del Consejo Representativo del Estado de Guatemala. Su profesión de abogado le llevó a servir mucho tiempo en el Poder Judicial; en 1831 fue Magistrado de la Suprema Corte de Justicia del Estado de Guatemala, y el 7 de diciembre de ese año fue nombrado en comisión como auditor de Guerra de la división en Los Altos. 
Escobar fue diputado por Chiquimula a la Asamblea Constituyente del Estado de 1823 al 25 de marzo de 1824 cuando renunció. Fue diputado a la Asamblea Legislativa del Estado en 1839, cargo del que también renunció según consta por Decreto Número 10 de tal alta cámara, en que se aceptan sus razones el 8 de junio y ordena se proceda a nueva elección de Diputado por los Distritos de Quezaltepeque y Esquipulas. El 17 de marzo de 1845 es electo Consejero Constituyente del Estado por Chimaltenango, cargo que no llegó a ejercer porque renunció al mismo el siguiente, 8 de abril, sin haber tomado posesión. Escobar fue siempre adherente del Partido Liberal, pero fue moderado y siempre puso el interés de la patria por sobre intereses partidistas, y es por esta razón que constantemente renuncia a los cargos representativos. Así, en 1845, al razonar su renuncia dice: 
| «Yo no alcanzó la manera de desenvolver el plan que se propusieron los pueblos y el Señor Gral. Carrera en marzo del año pasado. para dar la constitución que se indica en sus tratados, no siendo a mi juicio conciliables, hasta formar un cuerpo de ley, los principios que en aquellos tratados se establecen.» Y continúa indicando que no se considera «apto para el desempeño de tan arduas funciones; y es un deber en mi el manifestarlo con mi genial franqueza, ya para no burlar la expectación del público, ya para no implicarme voluntariamente en los males gravísimos que causa el Estado su permanencia sin una carta Constitucional, ya para imponer silencio a los enemigos que gratuitamente han querido imputarme deseos ambiciosos...» Y con una frase lapidaria finaliza diciendo: «Guatemala necesita, no tanto del que se le haga bien, cuanto que no se le haga mal.» —Tomado de: Hernández de León, F. El Libro de las Efemérides Tomo III. Tipografía Sánchez y de Guise. Guatemala, 1930. |

Llevó a la presidencia el teniente general Rafael Carrera quien decretó la creación de la República de Guatemala el 21 de marzo de 1847. Escobar, agradado en su patriotismo por las medidas del «Caudillo Adorado de los Pueblos», regresó a la Asamblea, y el 14 de septiembre de 1848 es uno de los firmantes del Decreto que, ratificando la voluntad de Carrera, declara que «Guatemala es una nación soberana, una república libre é independiente».

## Presidencia
A los pocos días de la firma del decreto se inició la rebelión armada del General Vicente Cruz, en Antigua Guatemala; por su parte, Carrera se hallaba voluntariamente expatriado en México, y el general Mariano Paredes estaba sometiendo insurrecciones en Los Altos. La capital pues, estaba abandonada ya que los dos Jefes militares más calificados del momento nada podían hacer por ella. Cruz dejó la Antigua y dando un rodeo, llegó a Villa Nueva. Ante tal actitud, el gobierno convocó a la Asamblea, la cual se reunió el 27 de noviembre y ante ella presentó su renuncia el presidente licenciado Juan Antonio Martínez, renuncia que fue aceptada, y en el mismo acto se designó presidente al liberal José Bernardo Escobar, personaje culto, de quién «no se podía decir que fuera un pelele en manos de nadie».
En el peor momento posible se encontró Escobar con la presidencia: Cruz avanzaba y el primero de diciembre, desde San José Pinula, dirigió una nota al Gobierno intimidándole a entregar la plaza, ofreciendo respetar vidas y haciendas, menos las de los Molina, los Arrivillaga, Vidaurre, Manuel Dardón, el expresidente Juan Antonio Martínez, los Zepeda y José Francisco Barrundia. A pesar de la situación crítica, haciendo gala de energía y patriotismo Escobar rechazó la bárbara petición, y en consecuencia las hostilidades siguieron. La ciudad se encontraba cada vez más amenazada pues ya en Palencia se encontraba el general Serapio Cruz, hermano de Vicente Cruz quién repetía su petición del 12 de diciembre. Escobar sin dinero ni tropas, eligió el camino del arreglo, y es así que envió varias embajadas a parlamentar, en una de las cuales iba el propio Arzobispo de Guatemala, Francisco de Paula García Peláez. Por fin Cruz, admitió celebrar conversaciones, y en uno de los puntos que propuso revivía la traición liberal: 
| «El gobierno retirará de Los Altos las fuerzas de Ocupación, para que aquellos pueblos puedan libremente decidir su futuro, para lo cual no se les molestará en nada». —Tomado de: Hernández de León, F. El Libro de las Efemérides Tomo III. Tipografía Sánchez y de Guise. Guatemala, 1,930. |

Apartándose patrióticamente de la consigna liberal, rechazó lo que se le proponía respecto de Los Altos, en aras de la integridad territorial de la Guatemala. Parecía pues no haber forma de arreglo con los insurrectos Cruz, y habiendo fracasado la negociación, Escobar buscó un arreglo político: permutó a don Basilio Porras del Ministerio de la Guerra al de Relaciones Exteriores, y entregó la cartera militar al teniente coronel de Ingenieros don Manuel José Narciso de Jonama y Bellsolar, que aunque retirado de la vida pública desde 1829, conservaba simpatías entre los liberales y era además amigo personal de Carrera. Esta medida tampoco solucionó nada; entonces Escobar presentó formalmente su renuncia a la presidencia el 30 de diciembre de 1848, y la Asamblea eligió a Manuel Tejada, quién durmió una noche electo presidente, pero renunció al día siguiente. Ante tales dificultades, Escobar siguió en el mando.
A principios de 1849 se reunió la Asamblea para elegir sustituto a Escobar. El General Mariano Paredes tras lograr la pacificación de Los Altos, resultó elegido, y Escobar le entregó la Primera Magistratura el 18 de enero de 1849.

## Muerte
Con el fin de evitarse ofensas o represalias, José Bernardo Escobar se expatrió voluntariamente y se dirigió a El Salvador. Por orden de los Cruz, cuyas exigencias había rechazado, murió víctima de un envenenamiento el 20 de marzo de 1849.